# Dead Infection
Dead Infection (englisch: Toten-Infektion) ist eine polnische Goregrind-Band aus Białystok. Die Texte der Band handeln u. a. von Autounfällen. Die Texte lesen sich ähnlich wie Polizeiberichte.

## Geschichte
Die Band wurde im Jahr 1990 unter dem Namen Front Terror gegründet. Bald darauf wurde der Name in Dead Infection geändert. Besonders einflussreich bei der Ausrichtung der Musik war die britische Band Carcass. Nach den beiden Demos erhielt die Band einen Plattenvertrag bei dem deutschen Label Morbid Records. Das 1995 erschienene Album A Chapter of Accidents handelt von makaberen und grotesken, aber realen Todesursachen. Auf diesem Album war Jaroslaw das erst Mal zu hören. Durch das verwenden eines „Pitch-Shifters“ klang die Stimme verzerrter, tiefer und monströser. Im Herbst 1996 gingen sie dann mit Haemorrhage (Spanien) und C.S.S.O. (Japan) auf die Tour „Grind Over Europe“, die seitdem mehrere Jahre stattfand. Es folgte eine lange Zeit der Ruhe um Jaro und Co.
Dead Infection lösten sich im Jahr 1999 auf, schlossen sich im Jahr 2003 wieder zusammen und sind beim Label Obliteration Records unter Vertrag. Das 2006 erschienene Album Brain Corrosion war kommerziell nicht erfolgreich, weshalb Jaro die Band verließ. Die Bandmitglieder Tocha und Jaro bildeten schon in der langen Ruhephase des Quartetts, zwischen A Chapter of Accidents und Brain Corrosion die Goregrindband „Coffee Grinders“, die mehr Wert auf humorvolle Songgestaltung und Selbstironie legt. Nach Jaros Weggang wurde kein passender Nachfolger gefunden, und so einigte man sich darauf, dass die Gitarristen im Wechsel den Gesang übernehmen sollten.
Am 20. Februar 2020 verstarb Schlagzeuger Slawomir „Cyjan“ Cywoniuk, Gründungs- und einziges Originalmitglied der Band. Er wurde nur 49 Jahre alt.

## Diskografie
- 1991: World Full of Remains (Demo)
- 1992: Start Human Slaughter (Demo)
- 1993: Surgical Disembowelment (CD/LP)
- 1994: Party's Over (Split mit Blood)
- 1995: A Chapter of Accidents (CD)
- 1997: Human Slaughter.. till Remains (Zusammenstellung Demos)
- 1998: The Greatest Shits (MCD)
- 1998: Poppy-Seed Cake (Split mit Clotted Symmetric Sexual Organ)
- 1998: No Pate, No Mind (Split mit Malignant Tumour)
- 2004: Brain Corrosion (CD)
- 2008: Corpses of the Universe (MCD)
- 2009: Heartburn Result (Split mit Regurgitate)
- 2009: Furniture Obsession (Split mit Haemorrhage)
- 2014: Looking for Victims (Split mit Parricide)